# Bassozetus glutinosus
Bassozetus glutinosus är en fiskart som först beskrevs av Alcock, 1890.  Bassozetus glutinosus ingår i släktet Bassozetus och familjen Ophidiidae. Inga underarter finns listade.